# 源匯区
源匯区（げんかい-く）は中華人民共和国河南省漯河市に位置する市轄区。

## 行政区画
- 街道:干河陳街道、馬路街街道、老街街道、順河街街道
- 鎮:大劉鎮、陰陽趙鎮、空冢郭鎮
- 郷:問十郷